# 小行星3928
小行星3928（英語：3928 Randa）是一颗围绕太阳公转的小行星。1981年8月4日，P. Wild在齐美尔瓦尔德发现了此天体。
这颗小行星的绝对星等为54.56396等。